# Palestina (novela gráfica)
Palestina (Palestine, en su original en inglés) es una novela gráfica de no ficción escrita y dibujada por Joe Sacco sobre sus experiencias en Cisjordania y la Franja de Gaza en diciembre de 1991 y enero de 1992. La descripción que hace Sacco de la situación pone énfasis en la historia y la difícil situación del pueblo palestino, como grupo y como individuos.

## Historial de publicaciones
La novela gráfica completa, publicada en 2001 por Fantagraphics Books,  recopila nueve números del cómic Palestine de Sacco, publicado por Fantagraphics de 1993 a 1995; la edición de un solo volumen incluye una introducción de Edward Said. En 1996 Fantagraphics publicó una colección de dos partes de la serie : Palestina, una nación ocupada (que recopila los números 1 a 5) y Palestina: en la Franja de Gaza (que recopila los números 6 a 9).  En 2007 se lanzó una edición ampliada.
En 2023, a raíz de la reanudación del conflicto entre Israel y Hamás, el libro se agotó y Fantagraphics lo volvió a publicar rápidamente tras agotar su inventario.  
En España fue publicado en 2015 en la Editorial Planeta Cómic y fue reeditado en 2025.

## Resumen de la trama
El libro se desarrolla durante un período de dos meses a finales de 1991 y principios de 1992, con escenas retrospectivas ocasionales de la expulsión de los árabes, el comienzo de la Intifada, la Guerra del Golfo y otros acontecimientos del pasado más inmediato. Sacco pasó este tiempo reuniéndose con palestinos en Cisjordania y la Franja de Gaza y la narración se centra en los detalles minuciosos de la vida cotidiana en estas áreas.
En Palestina, Sacco toma partido a sabiendas como el occidental que va a Oriente Medio para enfrentarse a una realidad desconocida para su público estadounidense. Sacco no se engaña a sí mismo pensando que, como observador "neutral", puede permanecer invisible y no tener ningún efecto sobre los acontecimientos que le rodean. En cambio, acepta su papel y se concentra en su experiencia personal de la situación. Aunque su objetivo es documentar los acontecimientos y entrevistar a los palestinos, se ve afectado por la realidad de los territorios ocupados y no puede evitar participar y comentar manifestaciones, funerales, controles de carretera y encuentros con soldados. Hacia el final, se vuelve aún más activo al compartir comida y alojamiento con los palestinos que entrevista e incluso rompe el toque de queda con ellos mientras está en la Franja de Gaza.
En el libro Sacco hace referencia a Bajo la mirada de Occidente y El corazón de las tinieblas, ambos de Joseph Conrad, y Orientalismo, obra de Edward Said, para establecer vínculos entre la situación que está presenciando y el colonialismo. Hacia el final del libro, cuando un israelí le desafía diciéndole que no ha experimentado su punto de vista, responde que el punto de vista israelí es lo que ha interiorizado toda su vida, y aunque sería necesario otro viaje para experimentar plenamente Israel, esa no era la razón por la que estaba allí.

## Premios
La colección de dos volúmenes de Palestina de 1996 recibió el Premio del Libro Americano de 1996 otorgado por la Before Columbus Foundation .  En 1999, The Comics Journal —al igual que Palestina, también publicada por Fantagraphics— nombró a Palestina como el número 27 en la lista de los 100 mejores cómics en inglés del siglo.  El libro recibió el premio Firecracker Alternative Book Award en 2002 como mejor novela gráfica. 

## Lectura adicional
- Baker, Bill (27 de diciembre de 2000). Wartime: 5 Minutes with Joe Sacco on Palestine.
- Chute, Hillary (2016). Disaster Drawn. Cambridge, MA: Harvard University Press.
- Doughty, Dick (1996). «Palestine with attitude». Journal of Palestine Studies 27 (2): 99-100. doi:10.2307/2538288.
- Gadassik, Alla; Henstra, Sarah (2012). «Comics (as) Journalism: Teaching Joe Sacco's Palestine to Media Students». Teaching Comics and Graphic Narratives. Jefferson, N.C.: McFarland & Company. pp. 243-259.
- Kozol, Wendy (2011). «Complicities of Witnessing in Joe Sacco's Palestine».  En Goldberg; Moore, eds. Theoretical Perspectives on Human Rights and Literature. New York: Routledge. pp. 165-179.
- Murray, Charles Shaar (4 de febrero de 2003). «Palestine by Joe Sacco: The graphic truth about Palestinian existence». The Independent.
- Said, Edward (21 de diciembre de 2002). «Heroes and villains: As a child, Edward Said would marvel at the adventures in comic books. Joe Sacco's Palestine took him back to that time - and to the heart of the Middle East conflict». The Guardian.
- Stack, Frank (Feb 1994). «Pilgrimage: Palestine #1-5». The Comics Journal (166). pp. 51-53.
- Thompson, David (5 de enero de 2003). «Eyewitness in Gaza: Joe Sacco's comic-book format provides an unlikely but compelling insight into the Palestinian experience in Palestine». The Guardian.
- Woo, Benjamin (2010). «Reconsidering Comics Journalism: Information and Experience in Joe Sacco’s Palestine».  En Goggin; Hassler-Forest, eds. The Rise and Reason of Comics and Graphic Literature: Critical Essays on the Form. Jefferson, NC: McFarland. pp. 166-177.